# White Skull
White Skull   é uma banda de power metal italiana, formada em 1988, pelo guitarrista Tony "Mad" Fontò.
Eles se tornaram conhecidos na América do Norte com o lançamento do álbum Tales from the North.

## História
Em 1991, depois de gravar sua primeira demo-tape, White Skull começa a fazer shows em grande escala ao redor da Italia, e em maio de 1994, a banda lançou sua segunda demo intitulado "Save the Planet", que recebeu excelentes críticas. Enquanto isso, o White Skull participava em duas compilações metal: Nightpieces 4 (janeiro de 1995) e Earthquake Área (junho de 1995). Poucos meses depois a banda assinou com a gravadora Underground Symphony, para lançar o seu primeiro álbum I Won't Burn Alone.
Imediatamente começam uma série de concertos agora abrangendo uma maior parte da Itália. O contínuo interesse da Underground Symphony é realizado com a publicação em março de 1997 de seu segundo álbum de estúdio, intitulado Embittered. Em maio de 1997 o guitarrista Max Faccio deixa a banda, substituído permanentemente por Nick Savio em novembro daquele mesmo ano (entre maio e agosto o guitarrista Pino Sicari integrou a banda, enquanto que de setembro a novembro foi a vez de Lele Pretto). A turnê Embittered começou após a distribuição do álbum e durou até o final de 1998. Entre os episódios a serem destacados, um suporte ao vivo para a banda Overkill, e o desempenho nos festival italiano Gods of Metal, e Berlim, com UDO e Doro Pesch.
Em 1999 White Skull começa as gravações de Tales from the North, um álbum temático sobre a Mitologia Nórdica, viquingues, e o reino de Asgard. Em fevereiro de 1999 White Skull lança o EP Asgard para promover o álbum. A gravadora alemã Nuclear Blast lançou o álbum em Julho de 1999, onde Chris Boltendhal, vocalista do Grave Digger, aparece como convidado especial. White Skull segue como um suporte ao Grave Digger, na Excalibur Millennium Tour no ano de 2000 na Alemanha, Suíça e Itália. Public Glory, Secret Agony é colocado no mercado em agosto de 2000, a partir da Disjuntor Records (de Udo Dirkschneider) com distribuição mundial pela Nuclear Blast. Em Fevereiro de 2001, Federica "Sister" De Boni deixa a banda por motivos pessoais, foi substituída pelo vocalista argentino Gustavo "Gus" Gabarrò.
No final de 2001, o quinteto volta à estúdio para começar as gravações do seu mais novo álbum, intitulado The Dark Age. O álbum chamou a atenção da Frontier Records, que em agosto de 2002 lançou oficialmente o álbum. Em dezembro o guitarrista Nick Savio amigavelmente deixa a banda para se dedicar a seus outros projetos musicais e é imediatamente substituído pelo jovem Danilo Bar. Em setembro de 2003, o baixista Fabio Pozzato deixa a banda, logo substituído pelo jovem brasileiro Fabio Manfroi, Em fevereiro de 2004 Fabio Manfroi decide deixar a banda. Após elogios e crescente interesse público, a banda participa de grandes festivais italianos e europeus (como Blind Guardian Open Air, Metal Dayz, Badia Rock Festival, Tradate Iron Festival, Valpolicella Metal Festival). Em maio, seu sexto álbum, The XIII Skull, é lançado pela gravadora Frontier Records. Após o lançamento do álbum, no entanto, White Skull é forçado suspender suas atividades e eliminar muitos shows ao vivo devido à problemas de saúde com o vocalista Gustavo "Gus" Gabarrò. Em outubro Steve Balocco se tornou o novo baixista da banda.
Neste período de paragem forçada, a banda escreveu um novo álbum e entraram em estúdio novamente (Remaster Estúdio Vicenza) no final de 2005 para a gravação de The Ring of the Ancients, que incide sobre as histórias dos antigos celtas. Este novo trabalho desperta o interesse da Dragonheart Records, que oferece à banda um contrato. Em 20 de outubro de 2006, a Dragonheart / Audioglobe / SPV publica The Ring Of The Ancients, em grande estilo com a música apresentada pela banda – o álbum é muito mais pesado do que qualquer outro álbum apresentado pela banda até aquele momento, se tornando um grande consenso da imprensa e do público.
Coincidindo com o lançamento do álbum, o vocalista Gus Gabarró deixa a banda por problemas pessoais e de negócios, de modo que o White Skull decidi voltar com uma vocalista feminina, voltando as características iniciais do grupo. Para assumir os vocais White Skull apresenta Elisa "Over" De Palma, ex-militante em várias realidades subterrâneas de Turim, assim dando início a turnê promocional de The Ring of the Ancients. No verão de 2008, outra mudança de formação dá vida nova ao grupo, o tecladista Lucatti Alessio (ex-tecladista até então do Vision Divine), assim White Skull termina a composição de Forever Fight, lançado em março de 2009. O álbum foi muito bem aceito, com grande sucesso de crítica e público. Atualmente o grupo está envolvido na turnê chamada Metal Axes Tour, promovendo o novo álbum, e planeja fazer gravações de um DVD por volta de setembro.
Em 22 de Dezembro de 2009, a banda anunciou a pausa ao vivo até março de 2010. Em 1 de Maio de 2010, a banda anuncia que o tecladista Lucatti Alessio foi forçado a deixar o grupo por problemas de trabalho. Em 24 de agosto de 2010, a banda comunica que devido a incompatibilidade de atividades artísticas e pessoais com alguns membros da banda, e considerando os seus problemas de saúde recentes, o White Skull decide se separar da vocalista Elisa Over. Em 1 de Outubro de 2010, no entanto, é a vez do baixista Jo Raddi deixar o White Skull,  a separação ocorreu de forma amigável e a banda se tranqüiliza. No inicio de 2011 Jo Raddi  volta como baixista, e depois de alguns meses, em 18 de dezembro de 2010, Tony Fonto anuncia o retorno da vocalista Federica "Sister" De Boni.

## Estilo e influências
A música do White Skull é uma mistura de power metal, e heavy metal clássico dos anos 1970/1980, com alguns toques de thrash metal. Uma característica que sempre distinguiu o grupo foi a união de uma seção rítmica sólida e componente instrumental solo, com uma voz áspera e agressiva (e do sexo feminino, com Federica "Sister" DeBoni e depois com Elisa "Over" De Palma), diferentemente da maioria dos outros grupos de power metal da década de noventa que optaram por cantores com vozes limpas e um estilo vocal de cantores como Michael Kiske (ex-Helloween), ou vocalistas do sexo feminino, estilo ópera/soprano, como Tarja Turunen do Nightwish. Por estas características a banda é muitas vezes comparado ao Grave Digger. O guitarrista Tony Fonto define seu estilo como "metal clássico cantado por uma mulher, no mesmo estilo de Chastain, Leather Leone, e Doro (Warlock).
Em seu último álbum, Forever Fight, aparecem orquestrações diferentes, com o uso de teclado, inédito até aquele momento, pois o grupo nunca havia usado teclados em sua música até então. Ao longo da sua carreira, White Skull nunca abusou do uso de teclados e arranjos orquestrais, mantendo assim um som encorpado. As suas principais influências vem de bandas como Grave Digger, Blind Guardian, Running Wild, Chastain, Iron Maiden, Manowar, Jag Panzer, Saxon, Judas Priest, Gamma Ray.

## Integrantes
- #0 - Danilo Bar - guitarra solo
- #1 - Tony Fonto - guitarra base
- #2 - Federica de Boni	 - vocal
- #3 - Jo Raddi - baixo
- #4 - Alex Mantiero - bateria

## Discografia

### Álbuns de estúdio
- 1995 – I Won't Burn Alone
- 1997 – Embittered
- 1999 – Asgard (EP)
- 1999 – Tales from the North
- 2000 – Public Glory, Secret Agony
- 2002 – The Dark Age
- 2004 – The XIII Skull
- 2006 – The Ring Of The Ancients
- 2009 – Forever Fight
- 2012 – Under This Flag
- 2017 - Will Of The Strong

### EPs
- 1999 – Asgard

### Demos
- 1991 - White Skull
- 1992 - Save the Planet